# Vincenzu Giubega
Vincenzu Giubega (Calvi, 1761 - 1800) fou un religiós, jurista i diplomàtic cors. Es llicencià en dret civil i canònic i el 1784 fou secretari de la delegació francesa a Gènova. El 1788 fou membre de l'Accademia Lingustica degl'Industiosi i el 1789 vicari general del bisbe de Vico. Quan els anglesos ocuparen Còrsega marxà del país, i quan tornà fou nomenat jutge del Tribunal de Cassació del Departament. El 1800 fou jutge del Tribunal d'Apel·lació d'Ajaccio. Va escriure poemes en italià amb influència d'Anacreont, com Poesie postume i Ad amore... i traduí poemes d'Ovidi i Catul al cors.